# 穴太内人
穴太内人（あのうの うちひと、生没年不詳）は明法家。令集解の四大注釈書の一つ『穴記』の作者と推定されている。